# Corey Seager
Corey Drew Seager (sinh ngày 27 tháng 4 năm 1994) là một cầu thủ bóng chày chuyên nghiệp người Mĩ chơi ở vị trí chặn ngắn, thi đấu cho đội bóng chày Texas Rangers của Major League Baseball (MLB). 
Los Angeles Dodgers đã chọn Seager trong vòng đầu tiên của kì tuyển cầu thủ của MLB năm 2012, và anh ấy đã có trận ra mắt đội một vào năm 2015. Seager danh Tân binh xuất sắc nhất năm của chi giải National League (NL) năm 2016, Cầu thủ Xuất sắc nhất Serie vô địch National League 2020 (NLCS MVP), và MVP World Series năm 2020, và giành quyền chơi trận All-Star trong hai mùa giải đầu tiên của anh ấy tại Dodgers.
Sau khi chuyển đến Texas Rangers vào năm 2021, Seager dành thêm ba lần dự trận All-Star liên tiếp từ 2022 tới 2024, cũng như giành thêm danh hiệu MVP World Series thứ hai trong sự nghiệp năm 2023, sau khi cùng Rangers giành chức vô địch World Series đầu tiên trong lịch sử CLB.
Anh đã có tổng cộng 3 danh hiệu Tay đập Bạc trong sự nghiệp, và xếp thứ 2 trong cuộc bầu chọn danh hiệu Cầu thủ Xuất sắc nhất mùa giải 2023, xếp sau Ōtani Shōhei và xếp trên đồng đội Marcus Semien.

## Tiểu sử
Corey Seager sinh ở Concord, North Carolina, con của Jeff và Jody Seager. Anh là con trai út trong 3 anh em trai. Anh cả Kyle Seager chơi vị trí chốt lũy 3 cho Seattle Mariners. Anh trai thứ nhì, Justin, đã được tuyển vào vòng 12 của kì tuyển cầu thủ MLB năm 2012. Seager là người hâm mộ New York Yankees và thần tượng Derek Jeter.